# Брезини (Звољен)
Брезини (слч. Breziny) насељено је мјесто са административним статусом сеоске општине (слч. obec) у округу Звољен, у Банскобистричком крају, Словачка Република.

## Становништво
| Година:    | 1994. | 2004. | 2014.   | 2024.   |
| ---------- | ----- | ----- | ------- | ------- |
| Број људи: | 310   | 341   | 358     | 377     |
| Разлика:   |       | +10 % | +4,98 % | +5,30 % |

| Година:    | 2023. | 2024.   |
| ---------- | ----- | ------- |
| Број људи: | 370   | 377     |
| Разлика:   |       | +1,89 % |

Према подацима о броју становника из 2011. године насеље је имало 354 становника.